# Abbaye Saint-André de Fanlo
L’abbaye Saint-André de Fanlo (en espagnol : San Andrés de Fanlo) est un monastère bénédictin fondé au milieu du Xe siècle dans le Serrablo (Prépyrénées aragonaises). La première source écrite mentionnant son existence remonte à 958. Banzo de Fanlo, destinataire d'une copie du Commentaire de l'Apocalypse de Beatus de Liébana (1035-1070) et Jimeno Vita (1071-1118) en ont été abbés.
Les archives de l'abbaye, qui couvrent la période 958-1270, sont une source importante pour l'histoire du Haut Aragon médiéval.